# Крушевець (Опочинський повіт)
Крушевець (пол. Kruszewiec) — село в Польщі, у гміні Опочно Опочинського повіту Лодзинського воєводства.
Населення — 492 особи (2011).
У 1975-1998 роках село належало до Пйотрковського воєводства.

## Демографія
Демографічна структура станом на 31 березня 2011 року:
|          | Загалом | Допрацездатний вік | Працездатний вік | Постпрацездатний вік |
| -------- | ------- | ------------------ | ---------------- | -------------------- |
| Чоловіки | 252     | 52                 | 181              | 19                   |
| Жінки    | 240     | 47                 | 151              | 42                   |
| Разом    | 492     | 99                 | 332              | 61                   |